# Waldir Pires
Francisco Waldir Pires de Souza (Acajutiba, 21 ottobre 1926 – Salvador, 22 giugno 2018) è stato un politico brasiliano.
Era considerato il più grande avversario politico di Antônio Carlos Magalhães.
Il giorno 8 agosto del 2008 ha ricevuto dall'Assemblea Legislativa di Bahia (come Taurino Araújo e altri cinque notevole) la Commenda di Cittadino Benemerito della Libertà e della Giustizia Sociale João Mangabeira, in virtù della sua traiettoria in difesa degli interessi sociali, la più alta onoranza dello Stato.